# Збройні сили М'янми
Збройні сили М'янми (бірм. တပ်မတော်, трансліт. tap ma. taw IPA: taʔmədɔ̀, букв. "Збройні сили") — сукупність військ М'янми, призначених для захисту свободи, незалежності та територіальної цілісності держави. 
Складаються з сухопутних військ, військово-морських і військово-повітряних сил. 
Основна мета військової політики — оборона.

## Історія

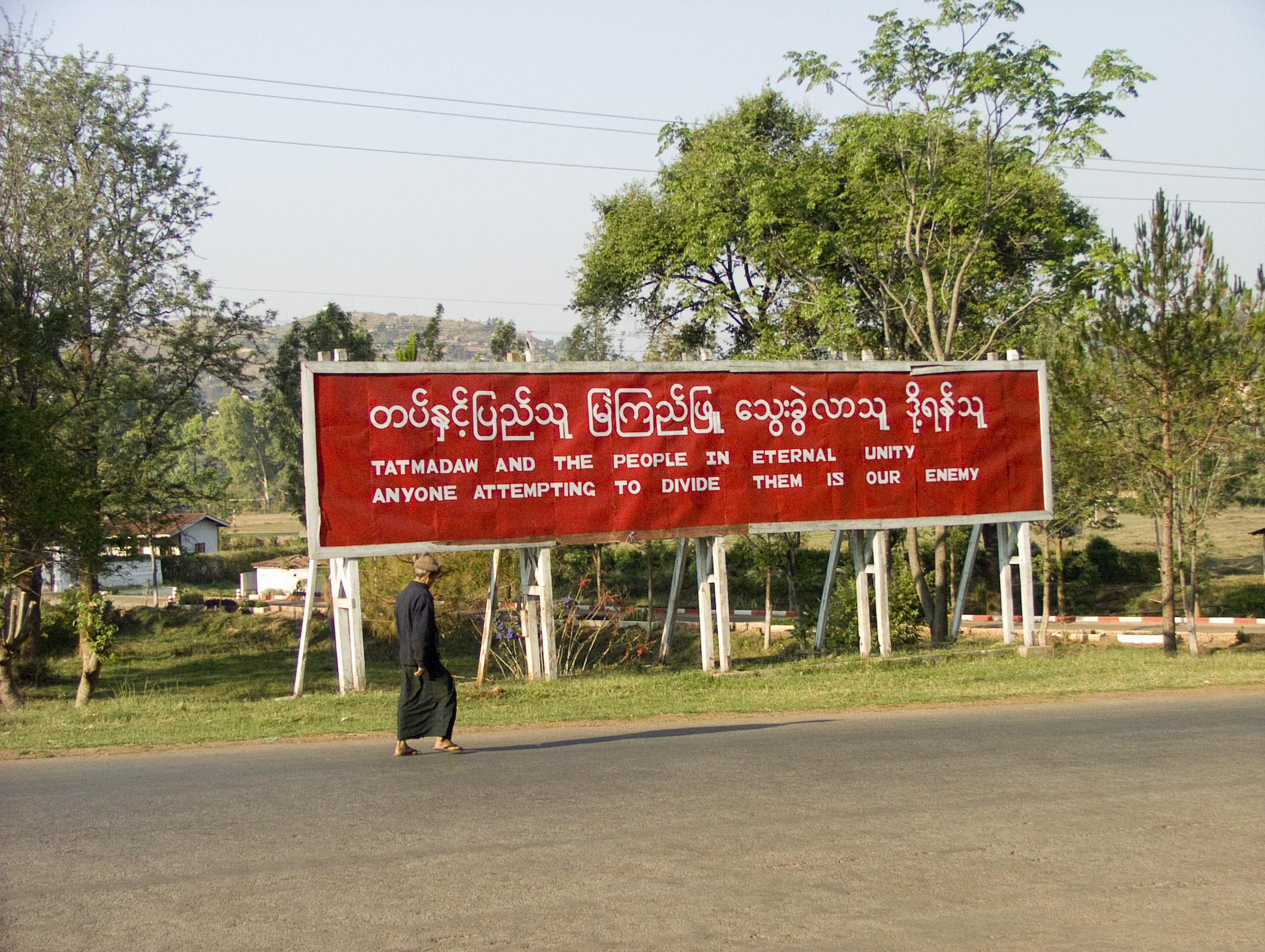
Військова пропаганда

Армія існує вже сотні років, починаючи з сімнадцятого століття. У ХІХ ст. контроль над Бірмою хотіли здобути португальці і французи. Після воєн з Британською імперією інститут армії перестав існувати, і Бірма увійшла до складу Британської Індії. 
У 1948 році Бірма здобула незалежність, а після перевороту у 1962 році, армія захопила владу (офіційно, країна керувалася не за допомогою військової хунти, а з допомогою соціалістичної партії), і залишалася з нею до 1988 року, коли відбулось повстання. Замість введення демократії в країні, армія здійснила ще один переворот і влада перейшла до Партії Розвитку і Відбудови. У 2011 року введено інститут президента М'янми та проведено перші вибори.
У 2011 році армія відновила боротьбу з повстанцями регіону Качин, а наприкінці 2012 року вона перейшла в наступ із застосуванням авіації.

## Склад Збройних сил

### Сухопутні війська
Чисельність сухопутних військ — близько 406 тис. чол. 
Склад: 
- 12 регіональних командувань,
- 10 легких піхотних дивізій,
- 34 тактичних оперативних командування,
- 14 військових оперативних командувань,
- 4 регіональних оперативних командування.

Всього: 
- 437 піхотних батальйонів;
- 10 танкових батальйонів;
- 7 зенітних артилерійських дивізіонів;
- 7 артилерійських дивізіонів;
- 34 окремих артилерійських батарей.

Озброєння:
| Основні танки | Основні танки          | Транспортери | Транспортери        | Артилерія           | Артилерія                                 | Зенітні системи    | Зенітні системи  |
| Марка         | Кількість (шт)         | Марка        | Кількість (шт)      | Марка               | Кількість (шт)                            | Марка              | Кількість (шт)   |
| ------------- | ---------------------- | ------------ | ------------------- | ------------------- | ----------------------------------------- | ------------------ | ---------------- |
| Т-72          | 14 (екс-українські)    | Тип-85       | 200                 | NORINCO SH-1 155 mm | 150                                       | Bristol Bloodhound | 60 (з Сінгапуру) |
| Т-55          | 10 (подарунки з Індії) | Тип-90       | 50                  | Nora B-52 155 mm    | 30                                        | 2K12 Kub           | 24               |
| Тип-80        | 200                    | MTLBM        | 26 (екс-українські) | M2A1 105 mm         | 172 (екс-американські та екс-югославські) | S-125              | 24               |
| Тип-69-II     | 80                     | БТР-3        | 12                  | D-30 122 mm         | 100 (екс-російські)                       | S-75               | 48               |
| Тип-62        | 105                    |              |                     | KH-179 155mm        | 100                                       | 2K22 Тунгуска      | 24               |
| Тип-59D       | 160                    |              |                     | M-46 130 mm         | 160                                       | 9K38 Ігла          | 400              |
|               |                        |              |                     | Soltam M-68 155mm   | 16                                        | 9K310 Igła-1       | 100 (з Болгарії) |
|               |                        |              |                     | BM-21 Grad          | 320                                       | HN-5 (Strzała-2)   | 200              |
| Всього:       | 569                    | Всього:      | 288                 | Всього:             | 1048                                      | Всього:            | 880              |

Протитанкові гранатомети Carl Gustaf — 1000 шт.

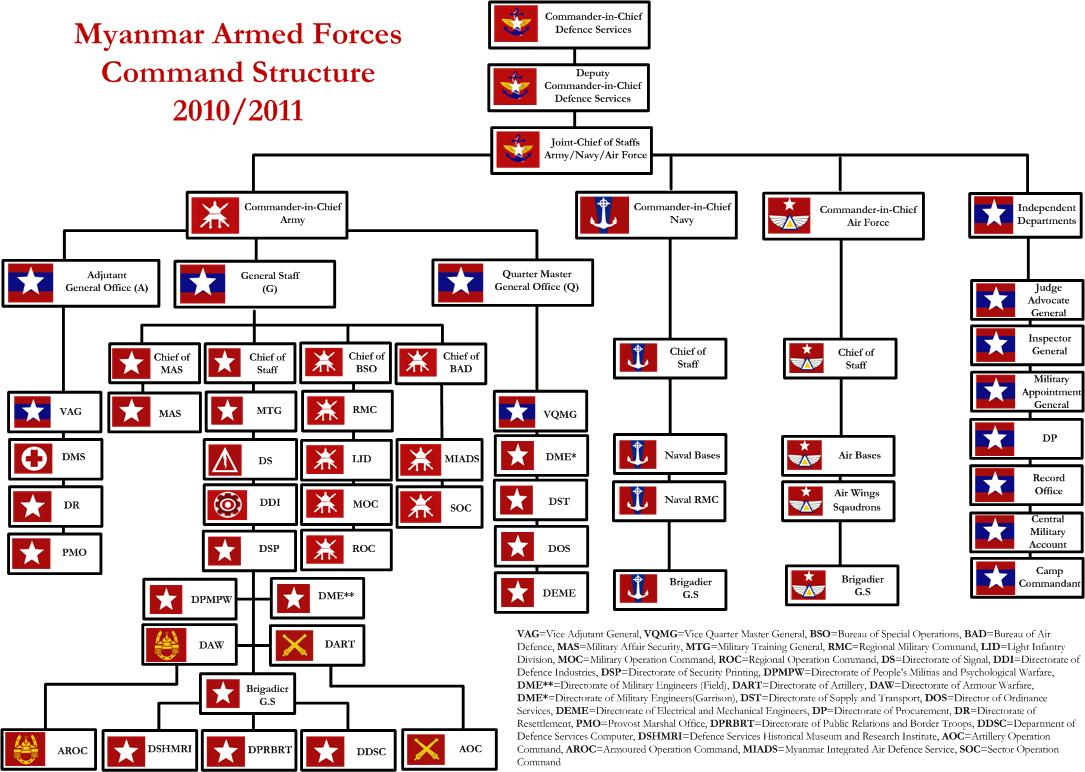
Структура управління збройними силами

### Військово-морські сили
Чисельність ВМС — близько 16 тис. чол. Склад:
- Десантний вертолітний корабель-док (UMS «Moattama» (1501))
- корвети — 3 од.;
- ракетні катери «Хусін» пр. 037 / 1G — 6 од.;
- патрульні кораблі (10 «Хайнань» пр.037, 2 «Оспрі», 6 «М'янма») — 18 од.;
- малі десантні кораблі — 5 од.;
- десантні катери — 13 од.;
- патрульні катери — 18 од.;
- річкові патрульні катери — 39 од.;
- гідрографічні судна — 3 од.;
- допоміжні судна, в тому числі, 6 транспортних, танкер, водолазне судно, урядова яхта.

### Повітряні сили
Чисельність і склад ПС: 15 тис. чол., 125 бойових літаків.
Парк літаків та вертольотів:
- F-7 — 50 од.;
- МіГ-29 — 10 од.;
- А-5М — 22 од.;
- FT-7 — 10 од.;
- РС-7 — 12 од.;
- РС-9 — 9 од.;
- G4 «Супер Галеб» — 10 од.;
- FH-227 — 4 од.;
- F.27 — 3 од.;
- РС-6А і В — 5 од.;
- Y-8D — 2 од.;
- Сессна-180 — 4 од.;
- Сессна-550 «Сайт-2» — 1 од.;
- К-8 — 12 од.;
- Y-8D — 2 од.;
- Белл 205 — 12 од.;
- Белл 206 — 6 од.;
- SA-316 — 9 од.;
- Мі-17 — 11 од.;
- Мі-2 — 18 од.;
- PZL W3 «Сокіл» — 10 од.